# Крушевац
 Тази статия е за града в Сърбия.  За селото в България вижте Крушевец.  
Кру̀шевац (на сръбски: Крушевац или Kruševac) е град в Поморавието, Централна Сърбия. Градът е административен център на Расинския окръг и на едноименната община, която обхваща 101 населени места. Има население от 75 256 души, а общината – около 140 000. Крушевац заема площ от 854 км².

## История
През 1387 г. Крушевац е столица на владенията на княз Лазар. Престолен град е и по време на управлението на сина му, Стефан Лазаревич.
При избухването на Балканската война двама души от Крушевац са доброволци в Македоно-одринското опълчение.

## Църквата Лазарица
В народната славянска митология Видо (виж свети Вит) означава върховно всемогъщо същество. В народните традиции в някои части на Източна Сърбия и България, Видовден се отбелязва като денят на Косовската битка от 1389 година. През 1892 година Сръбската православна църква утвърждава 15 юни (28 юни нов стил), Видовден за народен празник, а после обявява княз Лазар за светец. Денят на свети Вид е най-значимият празник за Крушевац и е дълбоко ценен от жителите на града. На този ден в Косовската битка умира княз Лазар, борец срещу османската агресия, славен в някои райони на Източна Сърбия, редом със Света Троица. На Видовден всяка година, в църквата Лазарица, се състои помен в памет на мъчениците от Косовската битка. Видовден се празнува и в западните части на България, тъй като в армията срещу турците на Косово поле са участвали и голям брой българи. Гражданите на Крушевац тачат княз Лазар, тъй като се счита, че той основава града и го прави своя столица.

## Спорт
Градът има футболен отбор на име „ФК Напредък“.

## Личности
- Стефан Лазаревич (ок. 1374 — 1427), княз и деспот на Сърбия
- Стоян Протич (1857 – 1923), сръбски политик
- Драгиша Бинич (1961), сръбски футболист
- Елена Димитриевич (1862 – 1945), сръбска писателка
- Ат. Х. Димитрович (1886 – ?), македоно-одрински опълченец, Свиленска чета[2]
- Вучко Живков (1882 – ?), македоно-одрински опълченец, четата на Георги Мяхов[3]

## Побратимени градове
- Пистоя, Италия (1966)
- Трогир, Хърватия (1972)
- Травник, Босна и Херцеговина (1972)
- Корфу, Гърция (1985)
- Сентендре, Унгария (1990)
- Кирят Гат, Израел (1990)
- Ръмнику Вълча, Румъния (2003)

### Градове партньори
- Волгоград, Русия (1999)
- Стара Загора, България (2000)
- Рязан, Русия (2000)
- Жалец, Словения (2006)
- Биелина, Босна и Херцеговина (2006)